# 穆爾津齊
49°10′6″N 30°55′5″E / 49.16833°N 30.91806°E
穆爾津齊（烏克蘭語：Мурзинці）是位於烏克蘭中部的村莊，由切爾卡瑟州茲韋尼霍羅德卡區的茲韋尼霍羅德卡市鎮負責管轄。該村始建於1726年，面積1.51平方公里，海拔高度151米，2009年人口227，人口密度每平方公里150.1人。